# 利韋濟萊鄉 (梅赫丁茨縣)

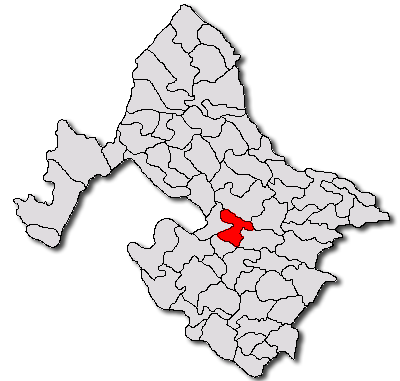

44°31′N 22°52′E / 44.517°N 22.867°E
利韋濟萊鄉（羅馬尼亞語：Comuna Livezile, Mehedinți），是羅馬尼亞的鄉份，位於該國西南部，由梅赫丁茨縣負責管轄，面積66平方公里，海拔高度266米，2007年人口1,687，人口密度每平方公里25人。